# Tomáš Kříž
Tomáš Kříž (ur. 17 marca 1959 w Pradze) – czeski piłkarz grający na pozycji napastnika.

## Kariera klubowa
Pierwszym klubem Kříža w karierze była Dukla Praga. Do 1976 roku był członkiem drużyny juniorów i wtedy też awansował do kadry pierwszego zespołu Dukli. W 1976 roku zadebiutował w pierwszej lidze czechosłowackiej, a już w 1977 roku wywalczył z Duklą swoje pierwsze w karierze mistrzostwo Czechosłowacji. W 1979 roku ponownie sięgnął po tytuł mistrzowski, a w 1981 roku zdobył Puchar Czechosłowacji. W 1982 roku po raz trzeci został mistrzem kraju, a w latach 1983 i 1985 zdobył kolejne czechosłowackie puchary. W Dukli w latach 1976–1989 rozegrał 237 meczów ligowych i zdobył 31 bramek.
Latem 1989 roku Kříž przeszedł do SV Darmstadt 98. W jego barwach zadebiutował 2 września 1989 w wygranym 3:1 domowym meczu z MSV Duisburg i w debiucie zdobył gola. Po dwóch latach gry w 2. Bundeslidze wrócił do ojczyzny. Przez pół roku był piłkarzem Chmelu Blšany i w jego barwach zakończył karierę.

## Kariera reprezentacyjna
W reprezentacji Czechosłowacji Kříž zadebiutował 28 października 1981 roku w przegranym 0:2 meczu eliminacji do Mistrzostw Świata w Hiszpanii ze Związkiem Radzieckim. W 1982 roku był w kadrze Czechosłowacji na mundial w Hiszpanii i rozegrał na nich 2 mecze: z Kuwejtem (1:1) i z Francją (1:1). Od 1981 do 1986 roku rozegrał w kadrze narodowej 10 meczów.